# カレン・コン
龔柯允（コン・コーユン）は、マレーシア連邦領ラブアン出身の華人であり、歌手。英語名はカレン・コン (Karen Kong)。

## 来歴
- 本名は龔建詩。
- トゥンク・アブドゥル・ラーマン大学に在籍していた2004年に、オーディション番組『マレーシアン・アイドル（ポップアイドルのマレーシア版）』に出場。
- 2007年1月、全曲マレー語の1stアルバム『Mulakan』をリリース[4]。収録曲の1つ「Na Na Na Nada Cinta」は久保田利伸の「LA・LA・LA LOVE SONG』のカヴァーである。
- 2007年9月、中国語でのアルバム製作に伴い中国語の芸名を龔柯允として、10月29日に2ndアルバム『表演』をリリース。このアルバムは一般のCD等小売店で販売を断られた[5]ため、コンサート会場での販売となった。
- 2008年4月、AIM(Anugerah Industri Muzik)で新人、中国語アルバム、女性歌手部門の3部門でノミネートされた。同年8月には『表演』のセカンドロット版として、新曲を4曲追加した『表演Vol:02』をリリース。こちらは一般の小売店で販売された。
- 2009年7月、台湾市場向けのアルバム『I'm Karen』をリリースした。このアルバムは台湾版とマレーシア版とで収録曲が一部異なる。 また、同年8月には台風8号によって台湾で起きた八八水災のチャリティソング『還有我』に参加している[6]。
- 2011年6月23日、所属事務所Prodigee Media（葡萄子媒体娯楽）との契約を解消[7]。個人事務所K Rhythm International Limitedを設立して、活動拠点を香港に移す[8]。
- 2017年、ヘアスタイリストの男性と結婚[9]。

## 出演

### TV番組
- Asian Ace （2011年12月3日放送分[10]と12月10日放送分、TBS系）

### 映画
- ナシレマ2.0（英語版、中国語版、マレー語版）[11]（2011年、マレーシア）
- ナシレマ1.0（英語版、中国語版）（2022年、マレーシア）

## ディスコグラフィ
日本ではダウンロードコンテンツでリリースされており、Karen名義で扱われている。

### アルバム
リリース年月日はCDのもの。

#### Mulakan
2007年1月15日、Prodigee Media
1. Prelude(Mulakan)
2. Mulakan
3. Oh Kekasih!  ft.Shazzy
4. Cinta Hello Kitty
5. Juli DoReMi
6. Ku Tak Upaya
7. Na Na Na Nada Cinta  ft.3 flow (LA・LA・LA LOVE SONG)
8. Bintang
9. Dalam Bahasa Sayu
10. Sama-sama Menjulang  ft.Ferhad
11. Na Na Na Nada Cinta（ピアノヴァージョン）
12. Cinta Hello Kitty（カラオケ）
13. Ku Tak Upaya（カラオケ）

#### 表演 Showtime
2007年10月29日、Prodigee Media
1. 離島
2. 表演  ft.黄明志
3. 陣陣跳 (Akan)
4. 居家旅行
5. 沉默・秘密 (Dalam Bahasa Sayu)
6. 你在哪裡？
7. 你笨啊你！
8. 愛情 (Ku Tak Upaya)
9. 天堂
10. In Love Again (Bonus Track)
11. 離島 acoustic ver (Bonus Track)

#### 表演 Showtime Vol:02
2008年8月21日、Prodigee Media
- DISC 01(CD)

1. 鄰居
2. 太傻
3. 確定愛我
4. 給我一點時間
5. 你笨啊你！
6. 表演
7. In Love Again
8. 愛情
9. 居家旅行
10. 你在哪裡？
11. 離島
12. 沉默・秘密
13. 天堂
14. 陣陣跳
15. 鄰居(Acoustic)

- DISC 02(DVD)

1. 太傻
2. 沉默・秘密
3. 離島
4. 陣陣跳
5. Cinta Hello Kitty
6. Ku Tak Upaya
7. The Making of 太傻
8. The Making of 離島
9. The Making of 沉默・秘密

#### I'm Karen龔柯允 同名専輯
2009年7月10日、Prodigee Media / Universal Music Taiwan
1. ㄚ一ㄨㄟㄛ (AEIOU)
2. 粉紅電光
3. 鄰居
4. 舔傷
5. 不要放晴
6. 陣陣跳
7. 離島
8. 愛情
9. 你笨啊你！
10. 你在哪裡？ （台湾版のみ収録）
11. 鄰居 (Acoustic)（マレーシア版では10曲目に収録）
12. In Love Again （英語。マレーシア版では11曲目に収録）
13. Cinta Ada （マレー語。マレーシア版のみ12曲目に収録）

### シングル
- 做我自己 （2012年7月）
- 不愛你的時候 （2014年5月）
- 隆重而簡單 （2014年10月）